# フランティシェック・クビク
フランティシェック・クビク（František Kubík、1989年3月14日 - ）は旧チェコスロバキア・プリエヴィドザ出身のサッカー選手。スロバキア代表。ポジションはディフェンダー（サイドバック）、ミッドフィールダー。ペトルジャルカ・アカデーミア所属。

## 経歴
2007年に地元クラブのFKバニーク・プリエヴィダのトップチームに昇格し、プロデビュー。
2009年1月にフォルトゥナ・リーガ（1部）強豪のASトレンチーンと契約。36試合で8得点を記録した。
2010年7月、オランダ・エールディヴィジ（1部）に属するADOデン・ハーグにレンタル移籍。リーグ戦27試合で8得点5アシストを記録した。
2011年7月から2012年10月にかけてロシアサッカー・プレミアリーグに属するFCクバン・クラスノダールとウクライナ・プレミアリーグに属するSCタフリヤ・シンフェロポリでプレー。
2012年10月に古巣のASトレンチーンに復帰し19試合で6得点5アシストを記録。
2013年7月からはウクライナ・プレミアリーグに属するFCアルセナル・キエフとギリシャ・スーパーリーグ （1部）に属するエルゴテリスFCでプレー。
2014年7月に再度古巣のASトレンチーンに復帰。UEFAヨーロッパリーグではセルビア・スーペルリーガに属するFKヴォイヴォディナ・ノヴィ・サド及びプレミアリーグに属するハル・シティAFCとの全試合で先発出場した。
同年8月にはフォルトゥナ・リーガ（1部）の名門ŠKスロヴァン・ブラチスラヴァに移籍。左サイドの主力選手としてリーグでは2年連続準優勝の好結果を残し、スロバキア・カップでは優勝を果たした。また同クラブに移籍してからUEFAヨーロッパリーグでは18試合に出場している。
左サイドのスペシャリストとして実績を残しており、チーム事情と対戦相手によって本職のサイドバックのみならず、左サイドのミッドフィールダーやフォワードとしてプレーすることも多々ある。

## タイトル

### クラブ
ŠKスロヴァン・ブラチスラヴァ
- スロヴェンスキー・ポハール 優勝（1回）：2016-17
- フォルトゥナ・リーガ（1部） 準優勝（2回）：2015-16、2016-17
- スロヴェンスキー・ポハール 準優勝（1回）：2015-16

## 代表歴
アンダーカテゴリーからA代表までスロバキア代表としてプレー。A代表でのデビューを果たした2011年から数年間に渡って代表から外れていたものの、2016年に入ってから再び招集されるようになり2016年9月4日に開催された2018 FIFAワールドカップ・ヨーロッパ予選でのイングランド戦でA代表への復帰を果たした。